# So Far Away
So Far Away (с англ. Так далеко) — сингл с пятого студийного альбома Nightmare группы Avenged Sevenfold. Песня посвящена барабанщику группы Джимми Саливану (также известному как The Rev), который умер 29 декабря 2009 года. Текст песни и музыка к нему была написана Синистером Гейтсом, гитаристом Avenged Sevenfold. На концертах во время исполнения песни фанаты достают зажигалки и телефоны и раскачивают руками, а также вывешивается огромный баннер с Джимми, который обнимает Джонни и Синистера (это фото было снято 6 июня 2006 года после концерта с Металликой).

## Видеоклип
В клипе, участники группы сидят в комнате, играя на инструментах, а также ездят на машине марки Cadillac Fleetwood 1959 года выпуска по городу (возможно, это Хантингтон-Бич, откуда сама группа). Они едут по городу и вспоминают, как в детстве они начинали играть в гараже, как катались на велосипеде, как воровали пиво в магазине, как гуляли. Во время бриджа появляется коллекция фотографий и видео с Джимми. Видео заканчивается тем, что участники группы обнимаются. Это уже второе видео, где не участвовал Майк Портной (первое было Nightmare). Специально для этого видео, Синистер Гейтс попросил гитарную компанию Schecter, чтобы они сделали специальное издание его гитары, где на ней вместо «SYN», будет написано «REV». Бас гитарист Джонни Крайст надел ремень с надписью «foREVer», в память о Джимми.

## Чарты
| Чарт                                      | Высшая позиция |
| ----------------------------------------- | -------------- |
| США, Billboard Hot Mainstream Rock Tracks | 1              |
| США, Billboard Alternative Songs          | 15             |
| США, Billboard Rock Songs                 | 6              |
| Канада, Canadian Hot 100                  | 73             |
| Канада, Canadian rock/alternative chart   | 25             |